# Carboneras (Tamaulipas)
Carboneras, también conocida como La Carbonera, es una localidad situada dentro del municipio de San Fernando en el estado mexicano de Tamaulipas. 

## Geografía
La localidad de Carboneras se encuentra en el sureste del municipio de San Fernando, en la ribera de la laguna Madre (golfo de México). Se encuentra en las coordenadas: 24°37′24″N 97°43′13″O / 24.62333, -97.72028, a una altitud media de 3 metros sobre el nivel del mar.
La localidad se encuentra dentro de una llanura, cuyo suelo predominante es el solonchak.

## Demografía
De acuerdo con el Censo de Población y Vivienda realizado en marzo de 2020 por el Instituto Nacional de Estadística y Geografía (INEGI), la localidad de Carboneras tiene un total de 2 614 habitantes, siendo 1 261 mujeres y 1 353 hombres.

### Viviendas
En el censo de 2020, en Carboneras había un total de 973 viviendas particulares, de éstas, 756 estaban habitadas, 217 estaban inhabitadas, 739 disponían de energía eléctrica, 190 disponían de excusado o sanitario, y 189 disponían de drenaje.

### Evolución demográfica
| Gráfica de evolución de Carboneras entre 1900 y 2020  |
|                                                       |
| Fuente: Instituto Nacional de Estadística y Geografía |